# دوكي (مغني)

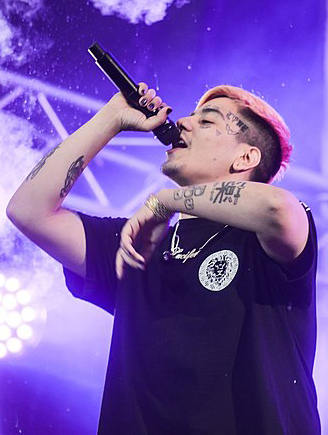
دوكي في عام 2019

ماورو إيزيكويل لومباردو كيروجا (من مواليد 24 يونيو 1996) ، المعروف باسمه المسرحي دوكي (منقوش في جميع القبعات) ،  هو مغني ومغني راب أرجنتيني. إنه الصوت الرئيسي لموسيقى التراب في الأرجنتين . 

## روابط خارجية
- دوكي  على فيسبوك.
- دوكي على إنستغرام